# Reetze
Reetze ist ein Ortsteil der Stadt Lüchow (Wendland) im niedersächsischen Landkreis Lüchow-Dannenberg. Das Rundlingsdorf mit elf Vierständer-Hallenhäusern aus dem Zeitraum zwischen 1809 und 1873 liegt einen Kilometer südwestlich vom Kernbereich von Lüchow.

## Geschichte
Reetze bei Lüchow wurde im Jahre 1313 als Recizze in einer Urkunde genannt, wie der Historiker Peter P. Rohrlach schreibt.
Am 1. Juli 1972 wurde Reetze in die Kreisstadt Lüchow eingegliedert.

## Kultur und Sehenswürdigkeiten

Rundling Reetze
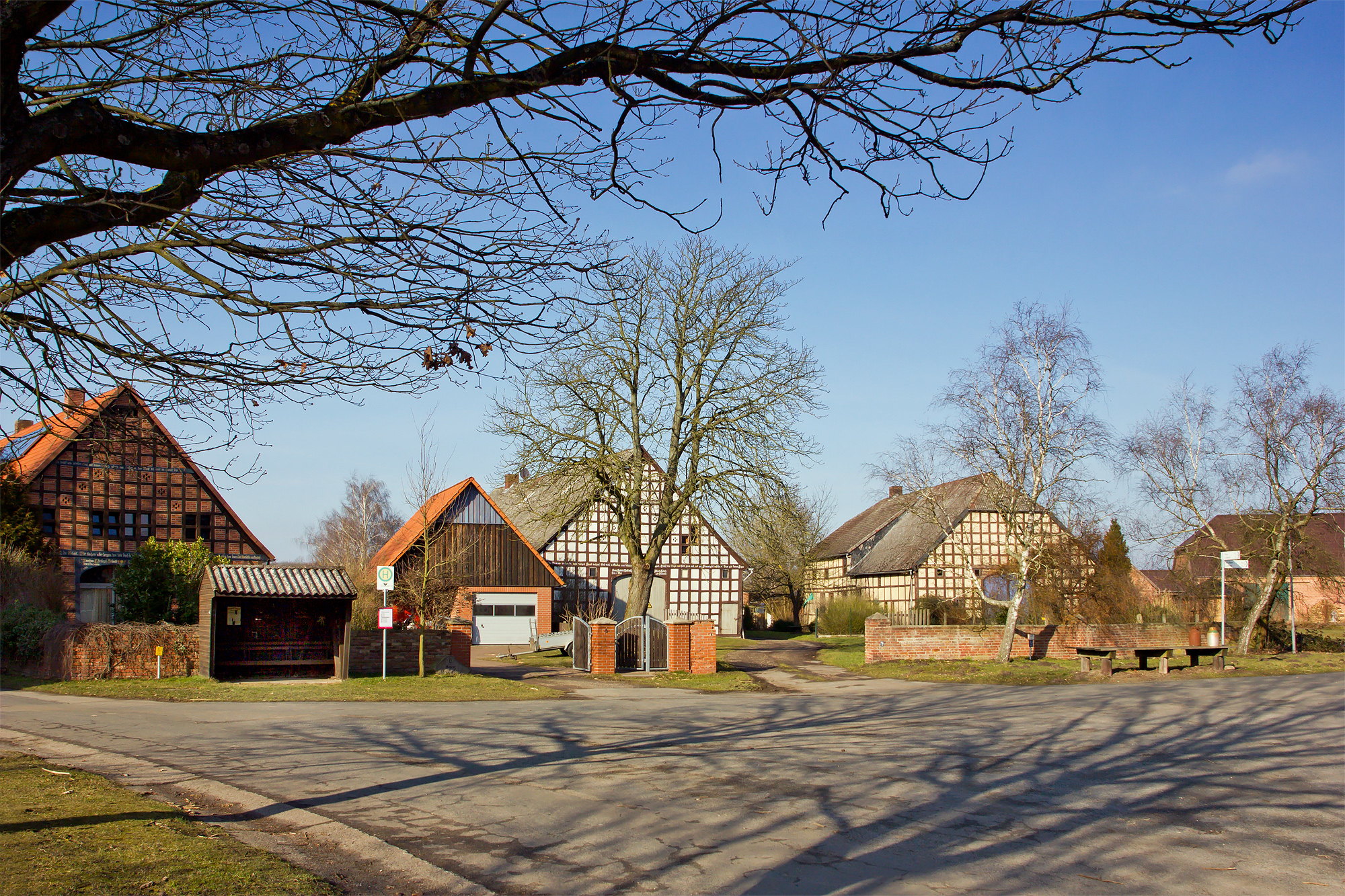
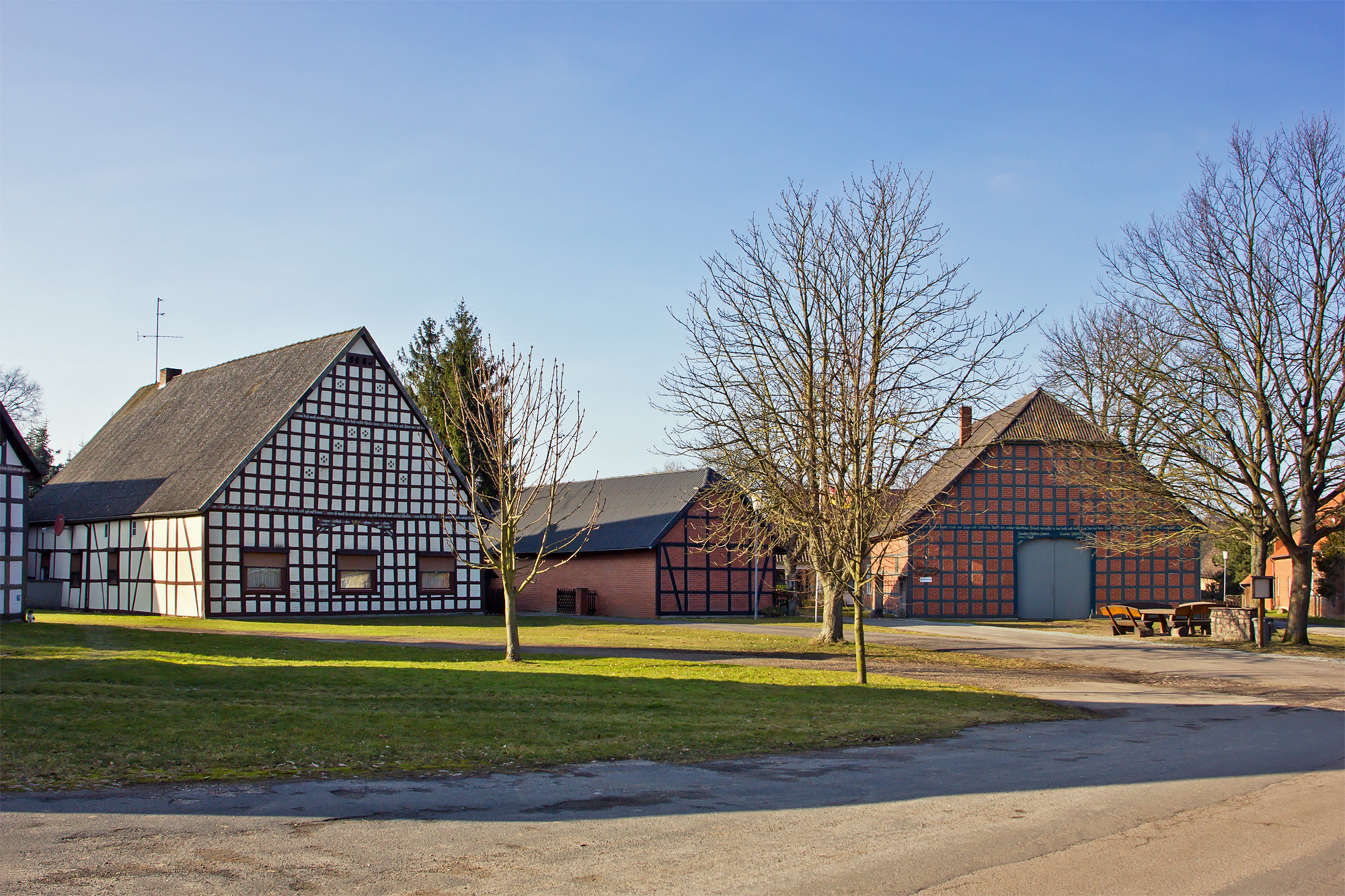